# بطولة العالم للكرة الطائرة ناشئين 2007
.[1]

## الترتيب النهائي
| المركز | الفريق           |
| ------ | ---------------- |
| الأول  | إيران            |
| الثاني | الصين            |
| الثالث | فرنسا            |
| 4      | الأرجنتين        |
| 5      | بولندا           |
| 6      | بلجيكا           |
| 7      | البرازيل         |
| 8      | الهند            |
| 9      | روسيا            |
| 10     | ألمانيا          |
| 11     | بورتوريكو        |
| 12     | المكسيك          |
| 13     | كوبا             |
| 14     | تونس             |
| 15     | الولايات المتحدة |
| 16     | مصر              |

| بطل العالم للكرة الطائرة ناشئين 2007 |
| ------------------------------------ |
| · إيران · للمرة الاولى               |